# Henri De Deken
Henri „Rik“ Maria Josephus De Deken  (* 3. August 1907 in Schoten; † 12. Februar 1960) war ein belgischer Fußballspieler.

## Karriere

### Verein
De Deken debütierte im April 1926 in der ersten Mannschaft von Royal Antwerpen, wo er sich schnell einen Stammplatz erspielte. Auch seine Brüder Bob, Frans und Albert spielten für den Verein. Mit Royal wurde er 1929 und 1931 belgischer Meister sowie 1930, 1932 und 1933 Vizemeister.
Nach einer Kontroverse um den entlassenen ungarischen Trainer Ignác Molnár suspendierte Antwerpen 1937 sieben Stammspieler, darunter De Deken. Die gesperrten Spieler gründeten die „Antwerp Boys“, eine Mannschaft, mit der sie am Spielbetrieb des flämischen Fußballverbandes teilnahmen. Mit dieser Mannschaft wurde er viermal in Folge Meister dieses Verbandes. 1942 beendete De Deken seine Spielerkarriere bei Olympic Charleroi.

### Nationalmannschaft
Zwischen 1930 und 1933 bestritt De Deken elf Spiele für die belgische Nationalmannschaft, in denen er ohne Torerfolg blieb. 1930 wurde er in den belgischen Kader bei der ersten Weltmeisterschaft in Uruguay berufen. Dort debütierte De Deken im Gruppenspiel bei der 0:1-Niederlage gegen Paraguay. Im Spiel gegen die Vereinigten Staaten blieb er ohne Einsatz.
Bereits zwei Jahre zuvor stand er im belgischen Kader für die Olympischen Sommerspiele 1928 in Amsterdam, wurde aber im Laufe des Turniers nicht eingesetzt.

## Erfolge
- Belgischer Meister: 1929 und 1931